# Duello

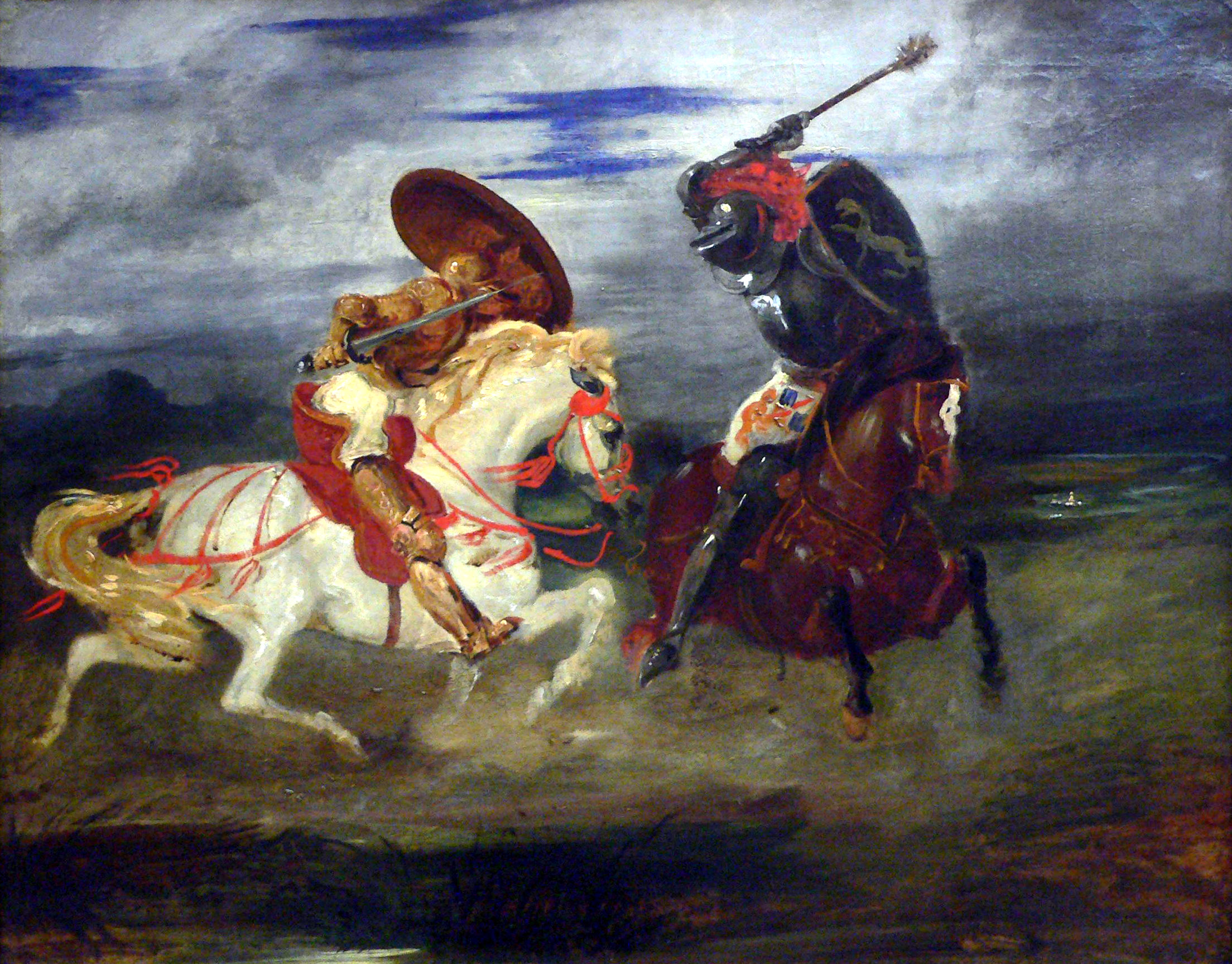
Combattimento di cavalieri nella campagna, di Eugène Delacroix

Un duello è un combattimento formalizzato tra due persone. Nelle modalità in cui è stato praticato dal XV secolo in poi nelle società occidentali, un duello ricade sotto una precisa definizione: combattimento consensuale e prestabilito che scaturisce per la difesa dell'onore, della giustizia e della rispettabilità, e che si svolge secondo regole accettate in modo esplicito o implicito tra uomini di medesimo ceto sociale e armati nel medesimo modo.

## Finalità
L'obiettivo primario del duello non è mai l'estinzione fisica dell'avversario quanto ottenere soddisfazione, ovvero ristabilire l'onore e la rispettabilità dimostrando la ferma volontà di mettere in gioco la propria incolumità per esse.
I duelli così delineati si distinguono marcatamente dalla pratica medievale del processo per combattimento, poiché il duello non è un procedimento legalmente accettato. Infatti, il duello moderno è un'azione che si contrappone al monopolio della forza rivendicato dallo Stato moderno: ecco perché il suo svolgimento era illegale o al più tollerato dalla legge. Questo era il caso dei primi codici penali italiani, che, pur sanzionandolo, hanno sempre previsto articoli specifici riguardanti il duello, affinché chi ricorresse cavallerescamente ad esso - in caso di conclamate offese - non corresse il rischio di essere assimilato a volgari malfattori.
Il duello sopra descritto è generalmente tipico delle classi elevate, poiché per classi più popolaresche esiste il duello rusticano, solitamente svolto con pugnali e con regole meno rigorose.

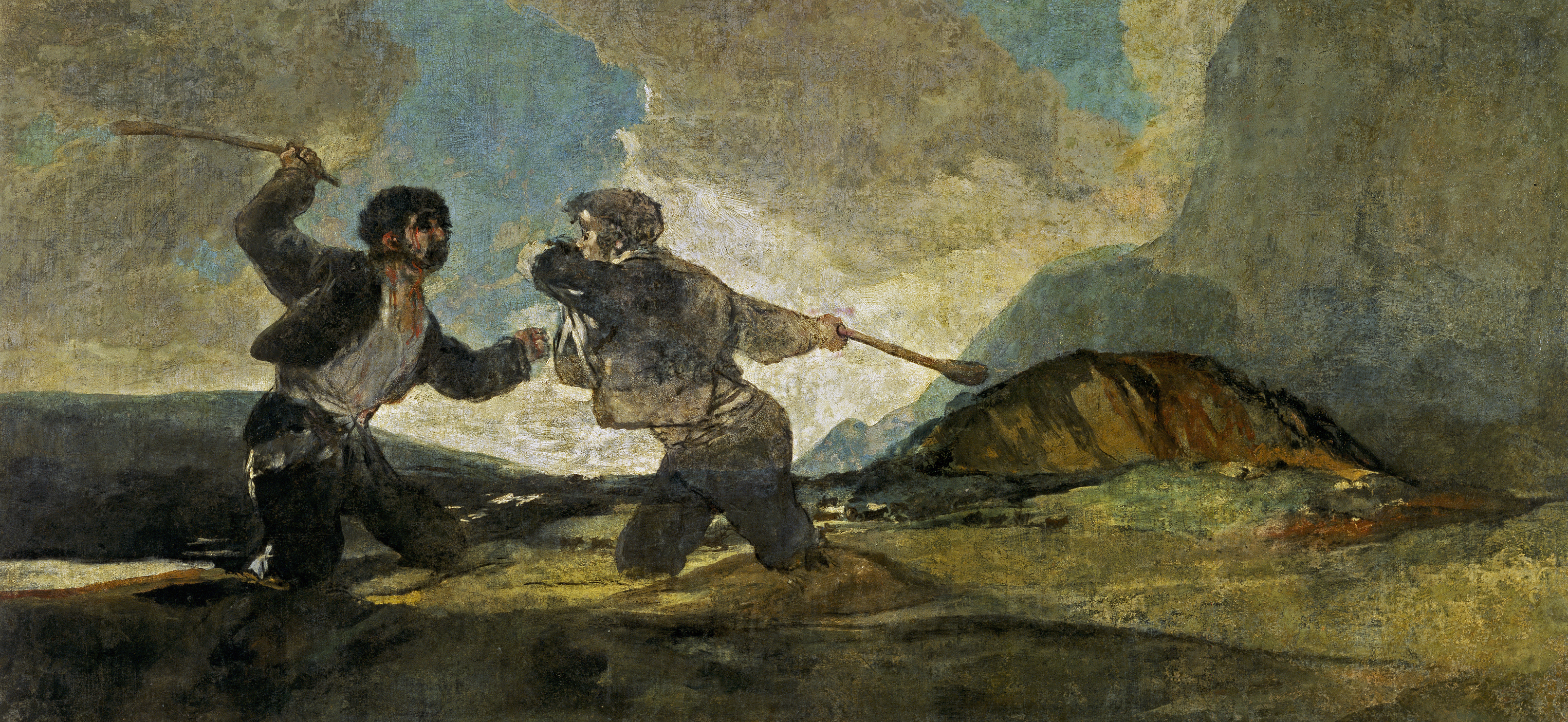
Duello rusticano, Francisco de Goya

Il duello è infatti per definizione svolto tra persone dello stesso ceto sociale (non economico). Non ha infatti senso che persone di ceto sociale diverso, e dunque dalla sensibilità profondamente diversa, si scontrino per motivazioni di onorabilità che sono inevitabilmente differenti tra i due.
Se infatti un gentiluomo fosse stato insultato da un individuo di classe inferiore, per il primo è più corretto farlo redarguire o battere dai propri servitori.

## Storia del duello

### In Occidente

#### Il duello nell'Iliade
L'Iliade contiene numerosi duelli, fra i quali, ad esempio, lo scontro fra Paride e Menelao e quello fra Ettore e Achille.

#### Il Medioevo e il combattimento giudiziario
Il duello, quale mezzo di riparazione di ingiurie, era sconosciuto nell'antichità, se non per trarre auspicio, una pratica che veniva utilizzata soprattutto dai Germani: essi erano usi, infatti, rapire un soldato di un popolo nemico prima di una battaglia e farlo sfidare da un loro combattente, cercando di prevedere l'andamento dello scontro dall'esito del duello.
Il combattimento giudiziario, altrimenti chiamato processo per combattimento, ovvero la pratica di risolvere i contenziosi legali attraverso una sfida all'ultimo sangue, trovava invece larga applicazione in un numero di popolazioni germaniche, tanto che se ne trova applicazione nei sistemi di leggi di Franchi, Turingi, Frisoni, Sassoni e Longobardi. La veloce diffusione del duello giudiziario era favorita dal carattere combattivo di quei popoli che, peraltro, venendo in contatto con gli insegnamenti del Cristianesimo, si rafforzarono nella loro istituzione, anziché abbandonarla. Infatti, se era vero, come ammaestrava la nuova religione, che Dio fosse la verità e la giustizia stesse, non avrebbe potuto permettere che nel duello prevalesse l'ingiusto.
Se la legge salica del VI secolo proibì l'uso del processo per combattimento, la restrizione fu presto lettera morta, se è vero che nel IX secolo Carlo Magno affermava che nei processi melius visum est ut in campo cum fustibus pariter contendant, quam periurium perpetrent in absconso (sembra meglio che si affrontino armati sul campo, piuttosto che spergiurare continuamente di nascosto)
La Chiesa cattolica, d'altro canto, cercava di resistere alla diffusione del processo per combattimento, non solo stigmatizzandolo, ma penalizzandone i partecipanti: al III Concilio di Valenza, tenuto nell'855 sotto Leone IV, venivano così indicati come assassino (peraltro con l'aggravante della perfidia, che ne avrebbe determinato la cacciata dall'assemblea dei fedeli fino all'espiazione di una giusta pena) e suicida (dunque non meritevole di sepoltura con salmi o preghiere) rispettivamente il vincitore e il vinto di un duello giudiziario che si fosse rivelato mortale. Il clero chiedeva che il combattimento giudiziario venisse sostituito dal giuramento nelle chiese, onde spaventare gli spergiuri con la minaccia delle pene eterne, ma i signori, dediti alle abitudini guerriere, ritenevano più nobile sostenere i propri diritti con la spada.
La lotta della Chiesa contro le pratiche di giudizio per combattimento ebbe comunque la peggio quando Ottone II, salito al trono giovanissimo e nel pieno degli scontri per questioni ereditarie sollevate dalle signorie d'Italia, stabilì che le contestazioni venissero risolte con il combattimento, e che allo stesso modo si risolvessero i nodi ereditari sui feudi.
Nel 1168 Luigi il Giovane concordò con la Chiesa una carta che stabiliva come a Orléans e dintorni non era possibile ottenere soddisfazione dei debiti inferiori ai 5 soldi col combattimento; questa regola fu completata con la riforma dei diretti domini di Luigi IX nel 1260, che tra le altre cose sostituì la prova per testimoni alla prova per combattimento.

#### I Comuni e lo sviluppo del duello persoddisfazione

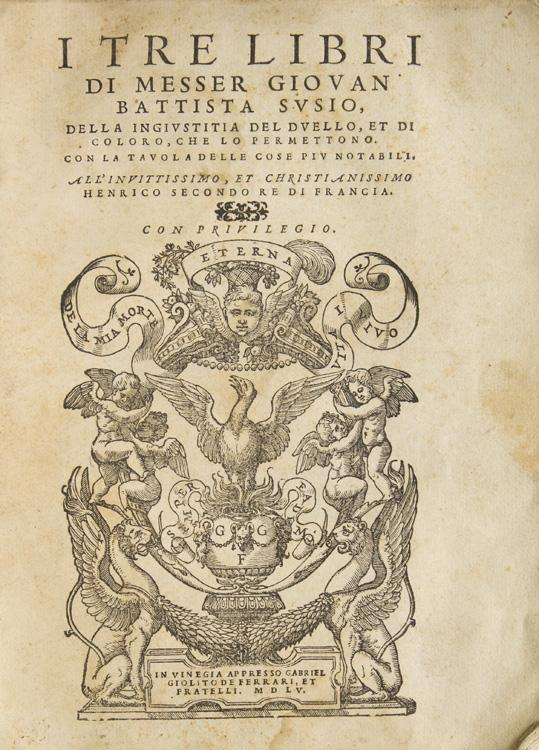
I tre libri di Messer Giovan Battista Susio, della ingiustitia del duello, et di coloro, che lo permettono. Con la tavola delle cose piu notabili (Venezia, 1555), fu uno dei testi usati nel Concilio di Trento a sostegno degli oppositori a tale pratica cavalleresca: le tesi di Susio si opponevano a quelle di Girolamo Muzio, Sebastiano Fausto da Longiano e Giovanni Battista Possevino.

La fioritura dei Comuni nell'XI e nel XII secolo nel nord Italia portarono la situazione economica a essere meglio gestita attraverso le vie giudiziarie ordinarie, grazie alla ramificata amministrazione che veniva fatta dai podestà e dai sindaci.
Il passaggio dal duello come mezzo di risoluzione delle controversie al mezzo di difesa dell'onore si ebbe nel XV secolo, in cui si stabilì l'usanza, tutta aristocratica, di chiedere al re l'autorizzazione a combattere in campo chiuso a fronte di un'offesa ricevuta. Il re, che assisteva al combattimento, poteva interromperlo in qualunque momento, gettando lo scettro tra i combattenti. La superstizione ancorata alla presenza del giudizio di Dio, tale quindi da assicurare la vittoria al giusto e la punizione all'ingiusto, non venne abbandonata, ma il combattimento assunse certamente più un carattere di guerra privata, per motivi più personali che di persecuzione legale.
Nel 1547, Enrico II di Francia autorizzò un duello tra gentiluomini della sua corte, ma, essendo rimasto ucciso un suo caro amico, proibì qualunque altro duello fosse stato richiesto sui suoi domini. Non dovendosi più aspettare alcuna autorizzazione regale, dunque, i nobili di tutta la Francia si sentirono in dovere di lavare ogni loro minimo capriccio col sangue, e senza alcuna regolamentazione.
Un canone del 1563 promulgato durante il Concilio di Trento insorse contro questa pratica, minacciando di scomunica tutti coloro che partecipassero a qualunque forma di duello: i duellanti, i padrini (coloro che accompagnavano i duellanti al combattimento), i giuristi che vegliassero sullo scontro, gli spettatori, l'imperatore, i re, i duchi, i principi, i marchesi, i conti e qualsiasi altro signore avesse offerto un terreno su cui avesse permesso la singolar tenzone. E, come settecento anni prima, vietò la sepoltura ecclesiastica per chi fosse morto nello scontro.

#### Il caso notevole della Francia
Il potere civile, dal canto suo, non tardò a seguire la Chiesa, posto che i duelli decimavano l'aristocrazia ed indebolivano così il pilastro della società del tempo: nel 1599 il re di Francia Enrico IV promulgò una legge che proibiva la riparazione alle ingiurie attraverso il duello, intimando ai contendenti di rivolgersi ai tribunali ordinari. Le manchevolezze nei controlli furono evidenti per il fatto che un cronista del tempo, Pietro de l'Étoile, evidenziò la morte in duello di più di 7.000 gentiluomini tra il 1589, anno di ascesa al trono di Enrico, e il 1608.
Un nuovo editto regio nel 1609, capendo l'inevitabilità della situazione, autorizzava la concessione di nulla osta ai duelli a tutti coloro che lo richiedessero, purché si trattasse di insulti gravi all'onore di un cavaliere; a chi richiedeva l'autorizzazione per futili motivi, era destinata una punizione di variabile entità. Per chi duellava senza autorizzazione, era prevista una serie di sanzioni amministrative e penali.
Con la morte di Enrico IV, avvenuta nello stesso anno dell'ultimo editto, gli aristocratici ricominciarono con furore a duellare tra di loro, a dispetto di tutte le leggi vigenti. Nei decenni successivi, la situazione era divenuta così grave che Richelieu descrisse nelle sue Memorie:
(Armand-Jean du Plessis de Richelieu, Mémoires)
È del 1647 l'editto del cardinal Mazzarino che riassunse tutte le proibizioni sull'argomento fino ad allora diffuse, ma senza risultato. Soltanto la fermezza del Re Sole permise una diminuzione del fenomeno, tornato vigorosamente in auge alla sua morte (1715) e durante il regno di Luigi XV, che fu incapace di confermare la stessa energia del bisnonno nel mantenimento dei propri editti. Una delle poche condanne capitali, ad ogni buon conto, eseguite contro duellanti non autorizzati avvenne durante il suo regno: fu per questo tolta la vita a un cittadino, di cui è ci è pervenuto il solo cognome (du Chèlas), colpevole di aver ucciso in duello un capitano dell'esercito.
Il barbaro costume del duello fu duramente attaccato da Rousseau durante l'Illuminismo, che tanto cambiò la società francese – ma i risultati furono disastrosi, se è vero, come sembra, che le dispute cominciarono a essere lavate col sangue anche tra gentiluomini della neonata borghesia, al punto che chi si rifiutava di battersi era da considerarsi disonorato.
La Rivoluzione francese e l'era napoleonica travolsero tutto e anche il costume del duello divenne un argomento di secondaria importanza nelle assemblee del legislatore: l'attenzione al problema venne meno, tanto che nel Codice Penale del 1791 e in quello del 1810 non si fa menzione degli scontri tra gentiluomini – probabilmente con la convinzione che, distrutta l'aristocrazia, il vizio fosse morto con questa.
In realtà va anche notato come Napoleone fosse un militare, e l'esercito fosse un luogo in cui si rispettavano puntigliosamente le regole dell'onore, incluse quelle del duello, anche se proibito da regolamenti e leggi. In ambito militare i duellanti dovevano essere dello stesso grado, cosa che limitava i duelli possibili, ma la fellonia e la viltà erano punite e comportavano quasi sempre l'abbandono dell'esercito.
L'esercito della prima repubblica e di Napoleone fu un esercito di leva, popolare, povero di "veri" aristocratici e pieno di profondo disprezzo per il vecchio ordine sociale, eppure permeato da norme d'onore di derivazione aristocratica.
Si può dire che tra la fine del Settecento e la restaurazione, proprio attraverso la militarizzazione della società francese, il duello conobbe una seconda giovinezza.
Nel 1832, il matematico Évariste Galois, ragazzo prodigio, fu ucciso in un duello.
L'ultimo duello noto si è svolto il 22 aprile 1967 a Neuilly-sur-Seine tra i deputati René Ribière e Gaston Defferre.

#### L'Inghilterra: il caso Thornton
In Inghilterra il combattimento giudiziario nel frattempo era sopravvissuto come strumento processuale uniformemente e universalmente accettato – sebbene fosse stato da lungo tempo abbandonato dalle procedure penali –, tanto che solo nel 1819 venne eliminato dal codice. Il duello d'onore, d'altro canto, era reputato uno strumento illegale, ancorché molto praticato. L'istanza di abrogazione parlamentare venne per la prima volta nel 1818, al processo Ashford contro Thornton per omicidio. L'accusato, Thornton appunto, invocò l'antica legislazione che permetteva di giustificarsi combattendo, un'istruttoria che fu accolta esclusivamente perché nessuno aveva ancora abrogato un articolo vecchio di secoli e ampiamente desueto. L'accusatore, Ashford, ritirò l'accusa, assai meno sicuro della propria forza che della giustizia divina.
La proverbiale imperturbabilità dell'animo dei Britannici fece sì che il duello si presentasse come fatto episodico, occasionale e ben lontano dalla frequenza che aveva fatto strage degli strati più vivaci dell'aristocrazia francese. Nei codici legislativi inglesi si trova dunque abbastanza poco in materia di duelli; eppure, desta l'attenzione l'articolo del Codice Militare britannico, che privava della pensione la vedova di un ufficiale morto in duello.
Nelle isole britanniche i duelli però erano molto diffusi, sia in ambiente militare che nelle componenti non inglesi della società. In particolare Scozia ed Irlanda sembrano aver conosciuto molti duelli nel corso del XVIII secolo, con una maggiore diffusione del fenomeno durante i periodi di guerra o poco dopo. Il codice dei duelli irlandesi, pubblicato in diversi trattati anonimi alla fine del Settecento, e particolarmente rigoroso, rappresentava una società irlandese aristocratica molto affezionata alla pratica del duello, in particolar modo il Triniity College di Dublino era famoso come pericoloso focolaio di duelli tra gentiluomini.
La pratica del duello in Gran Bretagna riguardò sempre e solo aristocratici e militari; solo dopo il 1820 cominciarono a verificarsi duelli tra borghesi "meccanici": proprio questo aspetto, secondo Antony Appihà (in "Le regole dell'onore") contribuì, più della stretta legislativa, a rendere il duello desueto.
Comunque ancora negli anni venti-trenta del XIX secolo il duello era molto diffuso, tanto che l'irlandese primo ministro Duca di Wellington, eroe nazionale, mentre era in carica si sentì obbligato ad un duello con un membro dell'opposizione che lo aveva insultato. Va anche aggiunto che nel XIX secolo i duelli britannici non erano quasi mai all'ultimo sangue, anche se generalmente combattuti con le pistole, armi che, a differenza delle spade, non permettevano di dosare la violenza.
Le regole del duello irlandese si diffusero notevolmente sia in Inghilterra che nelle colonie inglesi, dove il duello "passò di moda" verso la metà del XIX secolo, in maniera analoga a quanto avvenuto nella metropoli.

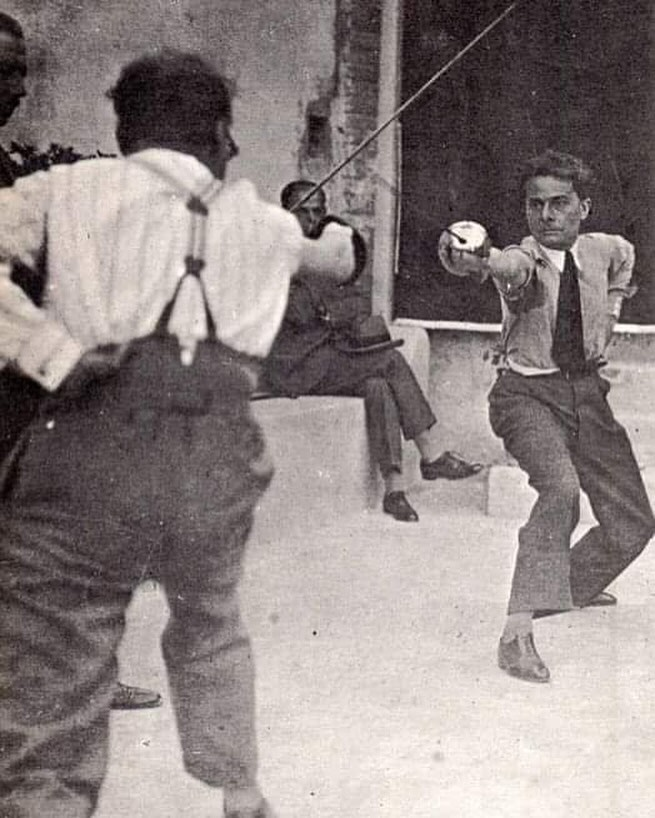
Il celebre duello all'arma bianca tra Giuseppe Ungaretti e Massimo Bontempelli nel 1926 a Roma. All'epoca il duello era ancora sostanzialmente tollerato purché svolto lontano da occhi indiscreti.

#### Italia

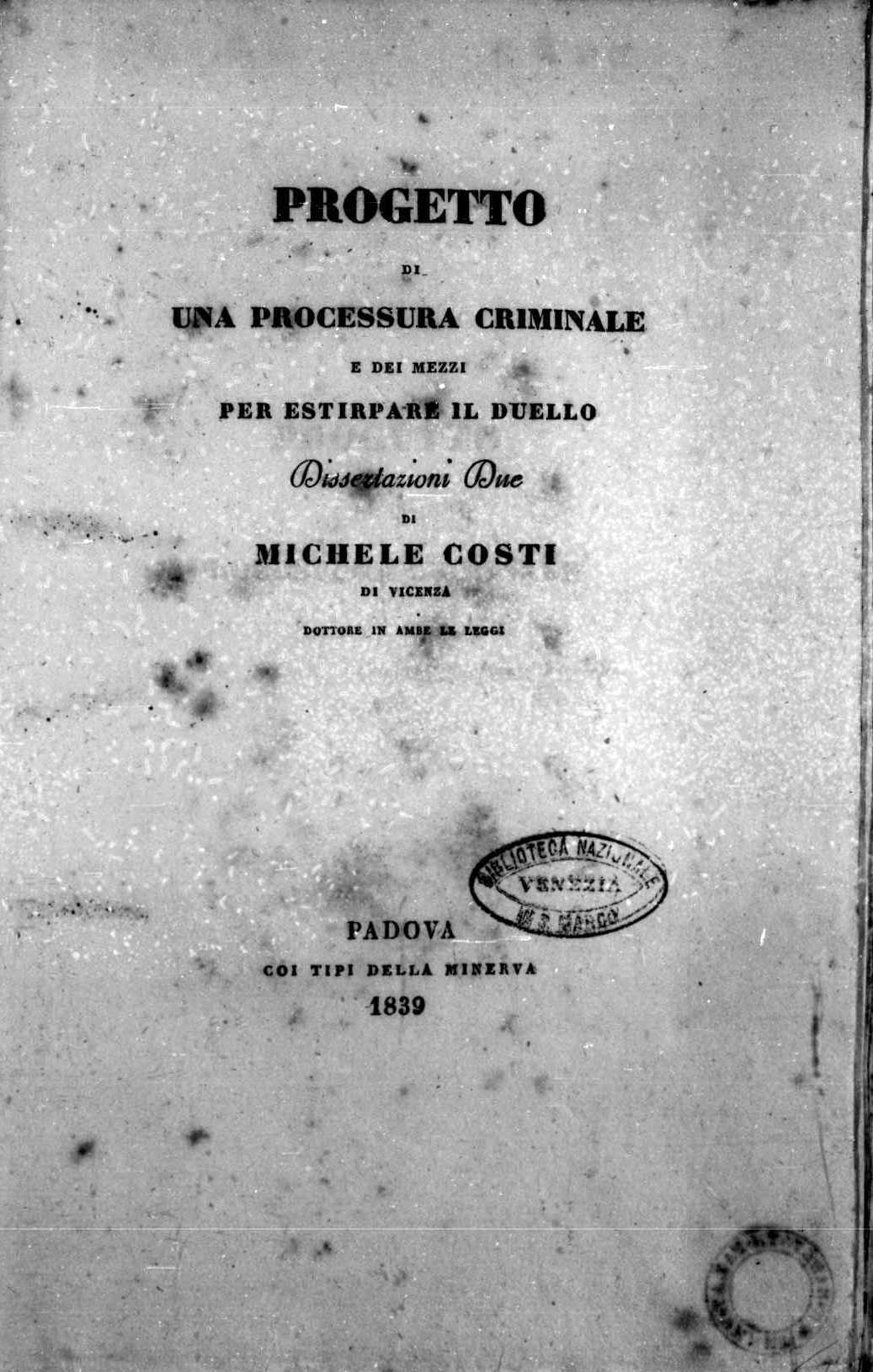
Michele Costi, Progetto di una processura criminale e dei mezzi per estirpare il duello, 1839

Secondo il docente di storia professor V. G. Kiernan dell'Università di Edimburgo, il duello sarebbe nato in Italia e si sarebbe poi diffuso nei paesi anglosassoni, francesi e pure in Spagna attraverso gli emigranti italiani del primo periodo rinascimentale.
La frammentazione politica dell'Italia rendeva la legislazione in materia di duelli decisamente eterogenea.
Nel vicereame di Napoli occupato dagli Spagnoli già nel 1540 fu promulgato l'ordine di confisca e punizione amministrativa per chiunque avesse preso parte a un duello, a qualunque titolo: duellanti e padrini, medici, giudici, personale ecclesiastico, persino i semplici spettatori.
Il conte Giulio Antonio Acquaviva d’Aragona di Conversano e il duca Francesco Carafa di Noja (l’odierna Noicàttaro) decisero, pertanto, di combattere in Baviera nella città di Norimberga il loro duello del 5 novembre 1673.
Nella Repubblica di Venezia era previsto un bando per sette o dieci anni, il confino in un'isola della Dalmazia, o, a partire dal 1732, la privazione della nobiltà patrizia, la confisca di ogni bene o il bando perpetuo. Per coloro che, colpiti da quest'ultima pena, avessero fatto ritorno sul territorio della Repubblica, era prevista la decapitazione sulla pubblica piazza.
Compiuta l'unità d'Italia, nel 1875 venne approvata una legge contro il duello, che rimase in vigore, con pochi mutamenti, per più di cinquant'anni.
La necessità di una regolamentazione efficace non fu soddisfatta dal primo intervento legislativo, in ragione del fatto che i regolamenti dell'esercito italiano di quegli anni erano molto ambigui riguardo all'accettazione delle disposizioni governative contro il duello. Si sosteneva infatti che chiunque fosse coinvolto in un duello andasse espulso dall'esercito perché contravveniva a una legge dello stato e al regolamento militare; però chi, sfidato a duello, si fosse rifiutato di parteciparvi o avesse dimostrato fellonia, andava comunque espulso dall'esercito per villania e vigliaccheria. In maniera meno esplicita anche la marina prevedeva il medesimo trattamento.
Peraltro, nell'esercito italiano, sul modello di quello napoleonico, non era ammissibile un duello tra ufficiali di grado differente, ed era considerato disonorevole abbandonare il proprio reparto per partecipare a un duello in un'altra guarnigione: questi due aspetti contribuivano a rarefare le occasioni di duello, il cui svolgimento ricadeva per lo più sotto la rigorosa codificazione di Jacopo Gelli. In quel periodo Andrea D’Amico Franz, cultore di discipline cavalleresche, allo scopo di unificare varie leggi e trattati cavallereschi spesso in aperta contraddizione tra loro, si occupò specificatamente del duello e diede alle stampe prima il Nuovo codice sul duello (Catania 1893) coi tipi di C. Galàtola e poi, con l’editore Niccolò Giannotta, il Nuovo codice sul duello e procedura cavalleresca (Catania 1894).
Nell'Italia di fine secolo XIX fece molto scalpore la morte, a 56 anni, del deputato dell'estrema sinistra Felice Cavallotti dopo essere stato ferito gravemente in duello dal giornalista conservatore Ferruccio Macola. Il Codice Penale del Regno d'Italia, promulgato con Regio decreto legge n. 1398 del 19 ottobre 1930, puniva i duellanti e i portatori di sfida con la reclusione fino a sei mesi e una contravvenzione, se non cagiona danni o lesioni all'avversario.
L'ultimo duello che si svolse in Italia fu tra due filomonarchici per ragioni politiche, il 22 marzo 1955 quando Fiorentino Gaetano ed Attilio Romano si sfidarono alla solfatara di Napoli.
In dottrina è stato sostenuto, in proposito, che "nella società di oggi la gran parte delle persone è ben lieta che sia stato bandito". In realtà, pene così poco severe erano un forte indicatore dello scarso allarme sociale che suscita il duello ai giorni nostri. Solo una sentenza della Corte Suprema si è occupata del duello, pubblicando che
(Cassazione Penale, V sezione, 24 aprile 1987.)
I reati "cavallereschi" (duello, sfida a duello, ecc.) sono stati depenalizzati nel 1999. L'intento modernizzatore del legislatore del 1999 "traspare dall'abrogazione delle fattispecie di duello, del tutto desuete e, soprattutto, retaggio di una visione che anteponeva la tutela dell'ordine cavalleresco a quella, "svenduta" con pene irrisorie, del bene vita".

#### Paesi americani
Le classi alte dei paesi Sudamericani hanno sempre seguito le medesime regole cavalleresche europee circa il duello, con la differenza che le legislazioni locali sono sempre state più permissiviste in materia, in particolare in Perù e Paraguay, ma anche in Messico e Brasile. Infatti in base ai Codici di questi Paesi il duello costituisce raramente reato di per sé, tanto che vi sono casi d'attualità che riguardano duelli perfino tra esponenti politici: il più eclatante avvenne nel 2002 allorché il parlamentare peruviano Eittel Ramos sfidò pubblicamente a duello il vicepresidente David Waisman, che lo aveva definito «pusillanime» per aver accusato la primadonna Eliane Toledo Karp di essere una «guida tribale». Il duello si svolse, in modo riservato, con la pistola nella spiaggia di Conchan, 30 chilometri a sud di Lima, senza conseguenze rilevanti per la salute dei due contendenti.
In Nord America il duello era molto diffuso alla fine del Settecento (anche tra gli uomini politici) fino all'epoca della guerra di secessione. Il duello era, comunque, più diffuso e rimase in auge più a lungo negli stati schiavisti del sud. In genere si seguivano le regole "irlandesi" e "inglesi" del duello con la pistola, molto meno diffuso quello con la sciabola. Peculiarità degli USA, nati come repubblica e divenuti rapidamente democratici, era la possibilità di sfidare a duello persone di ogni ceto o classe sociale, in assenza di un'aristocrazia; il duello però rimase prerogativa, per lo più, dei grandi latifondisti meridionali e si diffuse anche in ambiti legati alle professioni liberali (sempre con una prevalenza per gli stati meridionali e quelli centrali). 

I "duelli nel West", dopo il 1860, invece non erano paragonabili al "vero" duello, erano molto rari e eseguiti con normali pistole; inoltre non avvenivano secondo le regole dell'onore tipiche dei manuali irlandesi e continentali in uso negli stati che costituirono la confederazione ad inizio Ottocento.

### Il duello nella tradizione orientale

#### Islam
Il duello "a singolar tenzone" fa parte della tradizione islamica, che ha conservato le tradizioni del periodo della Jāhiliyya, in cui il coraggio del singolo era esaltato al pari del valere della tribù di appartenenza.
Il duello tra "campioni" degli opposti schieramenti armati rimase a lungo un espediente ufficializzato per evitare un eccessivo spargimento di sangue sui campi di battaglia.

Nel periodo di vita del profeta Maometto, Ibn Ishaq riporta un gran numero di scontri tra singoli esponenti avversari e, ancora all'epoca delle guerre del periodo del califfato dei Rashidun, furono attive formazioni d'élite (i Mubārizūn, ossia "Duellanti") incaricati di risolvere col duello la possibile soluzione delle imminenti battaglie. Un classico esempio è la "singolar tenzone" che, nel gennaio del 637, oppose il comandante sasanide Shahriyār a un "campione" musulmano che, avendo la meglio sull'avversario, indusse i Persiani ad abbandonare il programmato scontro sotto Ctesifonte.

#### Giappone

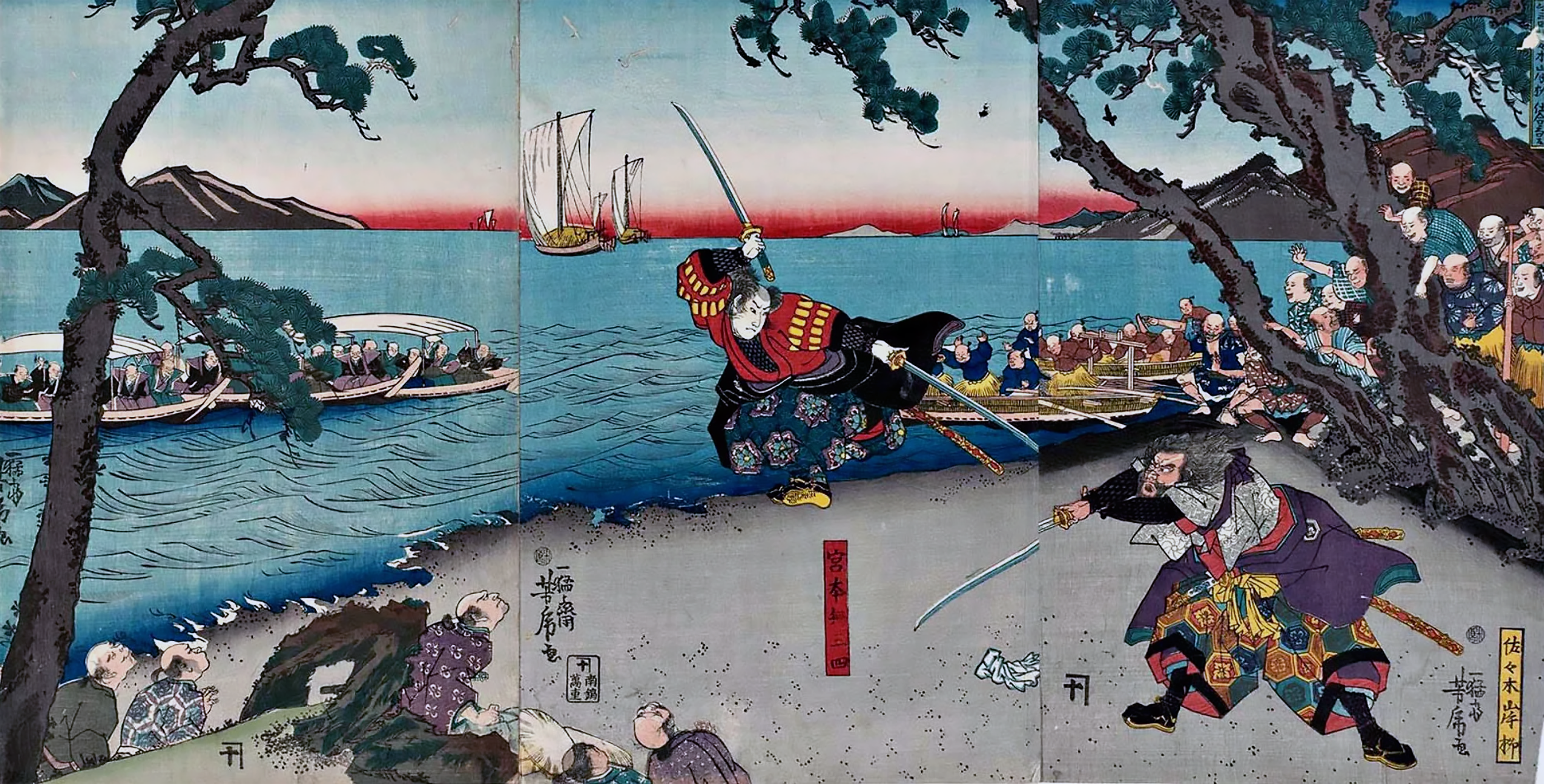
Rappresentazione del duello fra Miyamoto Musashi e Sasaki Kojirō, il 14 aprile 1602

Nel periodo Edo, in Giappone, esisteva una tradizione duellistica 決闘 (kettō?) tra esponenti della classe dei samurai.
Il 14 aprile 1612 il famoso spadaccino Miyamoto Musashi sconfisse il suo rivale Sasaki Kojirō nell'isola di Funajima. Si dice che Musashi abbia combattuto oltre 60 duelli senza essere mai sconfitto, anche se si tratta di una stima prudenziale che probabilmente non tiene conto delle morti per sua mano avvenute nelle battaglie maggiori.

## Le regole del duello
Solitamente il duello è estraneo alla legge ufficiale, che lo vieta o al più lo tollera, ed è visto dai contendenti come un'azione sostitutiva della stessa legge, assente o ritenuta insoddisfacente ai fini della giustizia.
I contendenti sono generalmente accompagnati da due padrini, cui spetta il compito di organizzare il duello nel rispetto delle regole cavalleresche: il secondo, accompagnatore cui può in particolarissime tipologie di duello essere consentito di prendere parte al combattimento, e il testimone, cui spettano in particolare i compiti di osservazione e vigilanza. In particolari duelli il numero di secondi e testimoni può essere maggiore.
È sempre richiesta la presenza di un medico.
Il duello ha luogo generalmente su richiesta di uno dei contendenti (lo sfidante) per ottenere la riparazione di un'offesa che, secondo le regole cavalleresche italiane, può essere di tre tipi in ordine crescente di gravità:
1) Offesa semplice: trattasi genericamente di offese ritenute non gravissime; arma adatta: spada.

2) Offesa grave: trattasi di offese riguardanti generalmente l'onorabilità personale; arma adatta: sciabola.

3) Offesa atroce: trattasi di offese che coinvolgono gli affetti familiari; arma adatta: pistola.
La sfida può avvenire personalmente (tipico il cosiddetto schiaffo che l'offeso dà col guanto all'offensore, il quale a sua volta raccoglierà il guanto gettato a terra se avrà accettato la sfida) o per interposta persona. Comunque entro le 24 ore l'offeso invia i suoi padrini all'offensore, che già dovrebbe aver scelto i suoi.
Chi, avendo commesso un'offesa oggettivamente riconosciuta tale dalla società rifiuta un duello è detto vile, chi lo accetta e poi non si presenta fellone.
L'eventuale scelta delle armi (se cioè non ci si attenga allo schema su esposto) spetta comunque all'offeso, che attraverso i padrini ne fa comunicazione all'offensore, il quale però può reclamare l'uso dell'arma tipica. I padrini si accordano su tutte le modalità (distanza tra i duellanti, uso delle armi, modalità di svolgimento, termine del duello e così via). Gli stessi hanno poi il compito di verificare la funzionalità delle armi e di custodirle intonse fino all'inizio del duello.
Il duello si svolge di regola all'alba, fuori città, in un'atmosfera solenne e retoricamente purificatoria. Esso termina solitamente alla prima ferita, sicché il vincitore del duello è colui che è rimasto incolume. Nelle tipologie di offesa 2 e 3 ci si può però accordare di fermarsi solo allorché uno dei duellanti sia di fatto impossibilitato a continuare. Se si stabilisce che il duello debba finire solo con la morte di uno dei due contendenti, viene chiamato all'ultimo sangue. I duelli all'ultimo sangue sono in genere ritenuti barbari e comunque contemplabili solo nei casi più gravi della terza tipologia di offesa.
I duelli possono essere combattuti con diversi tipi di spada (come per esempio la sciabola o lo stocco) o, dal Settecento, con la pistola. Alcuni armaioli si erano specializzati nella fabbricazione di pistole da duello a colpo singolo, utili esclusivamente allo scopo del combattimento regolamentato tra due persone.
Dopo l'onta la parte offesa chiede soddisfazione a chi ha perpetrato l'insulto comunicandoglielo inequivocabilmente con un gesto simbolico come buttare un guanto davanti a lui. Il simbolismo, che si rifaceva ai cavalieri medievali, era indicato nell'esplicita richiesta fatta da pari a pari da parte di chi chiedeva soddisfazione: lo sfidato deve accettare (da cui il detto "raccogliere il guanto della sfida") o ritenersi disonorato. Contrariamente all'idea comune, schiaffeggiare qualcuno col guanto non costituisce una sfida di per sé, ma la costituisce sempre da parte dello sfidato, che schiaffeggiando lo sfidante col suo stesso guanto inequivocabilmente accetta la tenzone.
Le controparti nominano una persona di fiducia in loro rappresentanza (un secondo) il cui scopo è selezionare un luogo di ritrovo, col criterio dell'intimità e della riservatezza, affinché il duello possa svolgersi senza interruzioni. Per questa stessa ragione, e per seguire una tradizione che si radicò molto presto, i duelli hanno luogo solitamente all'alba. È altresì dovere dei secondi accertarsi che le armi utilizzate siano uguali, e che il duello sia corretto.
A scelta della parte lesa, il duello può essere:
- al primo sangue, interrotto non appena uno dei duellanti sia stato ferito dall'altro, anche in modo lieve;
- Tale da proseguire finché uno dei duellanti non sia così ferito o stanco da essere fisicamente incapace di continuare;
- all'ultimo sangue, sino alla morte di uno dei contendenti.

In alcuni duelli di spada non era infrequente che il secondo intervenisse per sostituire il contendente che per qualche ragione non poteva continuare - una pratica permessa quando il duellante sostituito non aveva le capacità per maneggiare con perizia un'arma bianca.
L'avvento delle armi da fuoco cambiò le cose. In ogni caso esse sono sempre state utilizzate per lavare le offese più gravi. In tal caso, a una distanza stabilita, i duellanti sparano alternandosi uno alla volta un colpo in seguito alla voce del secondo deputato a dirigere il duello. A questo punto lo sfidante può, anche se nessuno è stato colpito, dichiararsi soddisfatto e dichiarare concluso il duello, a meno che non si sia stabilito altrimenti in precedenza. In ogni caso proseguire oltre il terzo fuoco viene considerato barbaro (oltre che ridicolo, se nessuno è colpito). Dunque, specie nei duelli di pistola le condizioni sono spesso tali che una o due parti in causa può volontariamente mancare il bersaglio per soddisfare le condizioni del duello, senza che alcuno si faccia male.
Nei duelli con armi da fuoco i contendenti generalmente iniziano lo scontro mettendosi schiena contro schiena, impugnando le proprie pistole cariche, per poi fare un certo numero di passi precedentemente concordati, al termine dei quali hanno modo di girarsi fronte al nemico e sparare.
Le distanze sono spesso segnalate dai secondi mediante bastoni o spade conficcati verticalmente nel terreno. Al segnale convenuto, la voce o un oggetto (ad esempio il fazzoletto) lasciato cadere, i contendenti possono avvicinarsi al segno sul terreno e fare fuoco a volontà: era un sistema che riduceva le possibilità di inganno, permettendo ai contendenti di non doversi fidare del fatto che l'avversario si girasse in anticipo. Meno noto al grande pubblico, anche se presente in famosi film come Barry Lyndon o in serie televisive come Hornblower, è il duello "all'inglese", dove i contendenti si fronteggiano direttamente a dieci passi di distanza, mirando l'uno all'altro e sparando al segnale. Un altro sistema prevede spari alternati, ma è sempre stato raramente accettato poiché lo sfidato, che di regola è il primo a sparare, ottiene un considerevole vantaggio.
Molti duelli furono evitati per le difficoltà di convenire le condizioni della methodus pugnandi. Per esempio, nel duello cui avrebbe dovuto prendere parte il dottor Richard Brocklesby, non ci si mise d'accordo sul numero di passi; nella questione tra Mark Akenside e Henry Ballow, il primo aveva affermato che non avrebbe mai combattuto di mattina, il secondo si rifiutava di duellare al pomeriggio. John Wilkes, che al contrario non badava alle ciance quando doveva duellare, quando gli fu chiesto da Lord Talbot quante volte avrebbe inteso sparare, rispose: «tanto spesso quanto la Signoria Vostra desidera; ho portato con me una borsa di proiettili e una sacca di polvere da sparo.»